# Der Münchner
Der Münchner war die erste Lokomotive aus dem Eisenwerk Hirschau. Sie wurde 1841 in der Hirschau bei München gebaut und gehört wie der Adler zur Bauart der Patentee (1833 für Robert Stephenson patentiert). Die Lok wurde von der München-Augsburger Eisenbahn-Gesellschaft erprobt und später von den Königlich Bayerischen Staatseisenbahnen angekauft. Dort wurde sie in die Gattung A I eingereiht und mit der Inventarnummer 25 versehen.

## Technische Daten
Die Maschine leistete etwa 77 kW bei einer Geschwindigkeit von 30 km/h und 170 t Masse des Zuges.

## Verbleib
Im Werk Gustavsburg bei Mainz diente die Lok nach ihrer Ausmusterung 1859 als ortsfeste Anlage zum Antrieb von Werkzeugmaschinen.

## Modell
Seit 1974 gehört ein Modell der Lokomotive zur Sammlung des Deutschen Museums. Es ist im Verkehrszentrum ausgestellt.